# 크세노 뮐러
크세노 랄프 뮐러(독일어: Xeno Ralf Müller, 1972년 8월 7일~)는 스위스의 전직 조정 선수이다. 1996년 하계 올림픽에서 남자 조정 싱글 스컬 금메달을 획득했고 2000년 하계 올림픽 남자 조정 싱글 스컬 종목에서 은메달을 획득했다. 또한 세계 선수권 대회에서 은메달 3개를 획득했다.